# Dirty Little Secret (Artemas)
Dirty Little Secret è un singolo di Artemas, pubblicato il 10 luglio 2024 come estratto dal terzo mixtape Yustyna.

## Video musicale
Diretto da ABOVEGROUND, il video musicale è stato pubblicato il 23 luglio 2024.

## Tracce
1. Dirty Little Secret – 3:02